# Escadron de formation des navigateurs de combat 1/93 Aunis
L'Escadron de formation des navigateurs de combat 1/93 Aunis est une unité de formation de l'armée de l'air française faisant partie du Centre de Formation Aéronautique Militaire Initial de Salon-de-Provence.

## Historique
L'EFNC 1/93 Aunis perpétue les traditions de l'ERV 1/93 et donc celles des escadrilles SAL10 Le Porc-èpic et SAL277 Aigle dans un fer à cheval de la Grande Guerre.
En 1932, avec la création de la 31e escadre d'observation à Tours, les SAL277 et SAL10 constituent le Groupe d'Observation I/31. Groupe de bombardement en 1937, le GB I/31 est engagé dans la bataille de France à partir du 13 mai 1940 sur LeO 451. Après l'armistice, le groupe est basé à Istres et figure au nombre des unités aériennes que la France est autorisée à conserver d'après les conventions de l'armistice. Elle est dissoute en novembre 1942, à la suite de l'invasion de la zone libre par l'armée allemande.
Le 19 août 1944, Toulouse est libéré, et le 15 septembre 1944, le groupe de bombardement Dor est créé. Il devient, le 1er décembre 1944, GB I/31 Aunis, et reprend les traditions des SAL10 et 277. Cette unité se distingue sur Junker 88 jusqu'au 8 juillet 1945, date de sa dissolution.

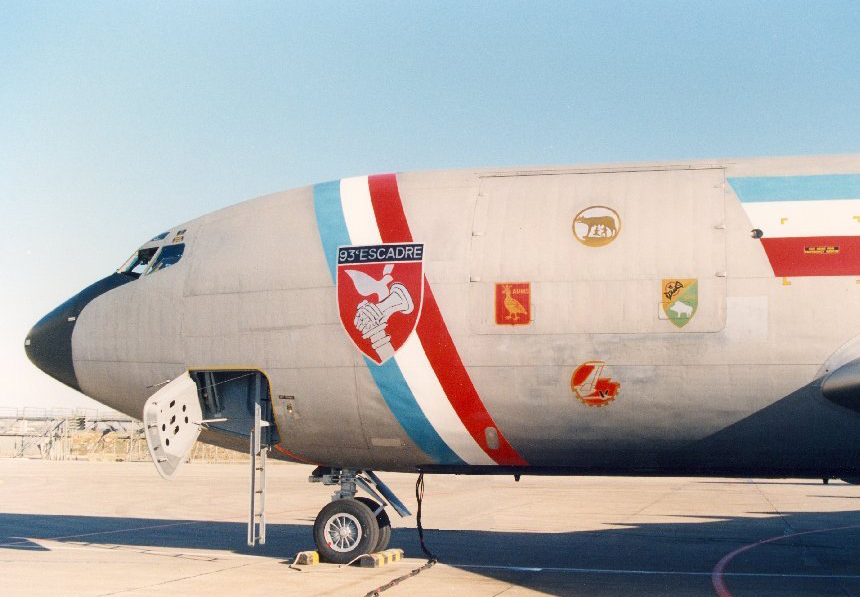
Un Boeing C-135FR de la 93e ERV avec les marquages des différents unités qui la compose. (en commençant du haut, dans le sens horaire : EIRV 3/93 Landes, ERV 2/93 Sologne, GERMaS 15/93 et ERV 1/93 Aunis).

La 90e escadre de ravitaillement en vol dissoute le 30 mai 1965. 3 escadrons de ravitaillement en vol sont créés au sein des 3 escadres de bombardement des forces aériennes stratégiques. L'escadron de ravitaillement en vol 4/93 Aunis, stationné à Istres, est créé le 13 juillet 1965 au sein de la 93e escadre de bombardement. Il reprend les traditions du GB I/31 Aunis ainsi que son insigne.
Le 30 juin 1972, le C-135F n°473 de l'ERV Aunis s’abîme dans l'Océan Pacifique juste après son décollage de la base aérienne 185 Hao. Les 6 membres d'équipage (commandant Dugué, capitaine Parage, Lieutenant Frugier, les adjudants-chefs Hecq et Langlais ainsi que le premier-maître Saucillon) perdent la vie. De l'enquête, il appert que les particules salines et de la poussière de corail, présentes sur la base aérienne, ont provoqué une corrosion importante des ailettes des compresseurs et de certains orifices du réacteur.
Le 1er juillet 1976, à la suite de la restructuration des FAS, la 93e escadre de ravitaillement en vol est créée, qui reprend les traditions et le drapeau de la 31e escadre de bombardement, l'ERV 4/93 devient alors l'ERV 1/93. Cette nouvelle escadre réuni également les ERV 2/93 Sologne et EIRV 3/93 Landes qui appartenaient précédemment aux 94e et 91e escadre de bombardement.
L'escadron est dissout le 1er août 1996, en même temps que l'escadron d'instruction et de ravitaillement en vol 3/93 Landes. Les moyens de ravitaillement en vol de ces deux escadrons sont regroupés au sein de l'ERV 93 Bretagne nouvellement crée.
Les traditions du Aunis ont été reprises depuis le 10 septembre 2015 par l'EFNC 1/93 Aunis du Centre de Formation Aéronautique Militaire Initial de Salon-de-Provence. Il est chargé de l’instruction des élèves navigateurs sur Cirrus SR22, en tronc commun, et en pré-spécialisation pour les cursus transport et ravitaillement en vol. La spécialisation chasse est ensuite effectuée à Tours, celle du transport ou du ravitaillement en vol dans les unités opérationnelles.

## Escadrilles
- SAL 10 Le Porc-èpic
- SAL 277 Aigle dans un fer à cheval

## Appellations
- Groupe d'Observation I/31 (1er octobre 1932 au 1er avril 1937)
- Groupe de Bombardement I/31 (1er avril 1937 à novembre 1942)
- Groupe de Bombardement Dor (15 septembre 1944 au 1er décembre 1945)
- Groupe de Bombardement I/31 Aunis (1er décembre 1944 au 8 juillet 1945)
- Escadron de ravitaillement en vol 4/93 Aunis (13 juillet 1965 au 1er juillet 1976)
- Escadron de ravitaillement en vol 1/93 Aunis (1er juillet 1976 au 1er août 1993)
- Escadron de formation des navigateurs de combat 1/93 Aunis (depuis le 10 septembre 2015)

## Affectations successives
- 31e escadre d'observation (1er octobre 1932 au 1er avril 1937)
- 31e escadre de bombardement (1er avril 1937 au 15 avril 1940)
- 93e escadre de bombardement (13 juillet 1965 au 1er juillet 1976)
- 93e escadre de ravitaillement en vol (1er juillet 1976 au 1er août 1993)
- Centre de Formation Aéronautique Militaire Initial (depuis le 10 septembre 2015)

## Bases
- Base aérienne 101 Toulouse-Francazal (1944-1945)
- Base aérienne 125 Istres-Le Tubé (1965-1996)
- Base aérienne 701 Salon-de-Provence (depuis 2015)

## Appareils
- Junkers Ju 88 (1944-1945)
- Boeing C-135F/FR Stratotanker (1965-1996)
- Cirrus SR22 (depuis 2015)
- Cirrus SR20 (depuis 2019)